# Ato de Contrição
O Ato de Contrição é uma oração cristã que expressa a tristeza do pecador pelos seus pecados realizados. Pode ser utilizado em um serviço litúrgico ou em particular, como em uma oração.
Utilizado na Igreja Católica, Luterana e Anglicana, cada qual com seu próprio texto. Na Igreja católica existem diversas versões desta oração, desde as mais antigas do século XVI às mais modernas.
A Igreja Católica aconselha o uso especialmente como acompanhamento aos salmos de penitência.

## Textos

### Versão em Latim
Deus meus, ex toto corde paenitet me omnium meorum peccatorum, eaque detestor, quia peccando, non solum poenas a te iuste statutas promeritus sum, sed praesertim quia offendi te, Summum Bonum, ac dignum qui super omnia diligaris. Ideo firmiter propono, adiuvante gratia tua, de cetero me non peccatúrum peccandique occasiones proximas fugiturum. Amen.

### Tradução para o Português
A tradução foi retirada do Compêndio do Catecismo da Igreja Católica editado em língua portuguesa em 2005
Meu Deus, eu me arrependo, de todo coração, de todos meus pecados, e os detesto, porque pecando não só mereci as penas que justamente estabelecestes, mas principalmente porque vos ofendi a vós, Sumo Bem e digno de ser amado sobre todas as coisas. Por isso, proponho firmemente, com a ajuda da vossa graça, não mais pecar e fugir das ocasiões próximas de pecar. Amém

## Afetos e Súplicas pela Contrição
É comum, antes do Ato de Contrição, implorar ao Senhor para que conceda ao cristão verdadeira e profunda dor por tê-lO ofendido e a graça da perfeita contrição:
Primeiro Afeto e Súplica

Ó meu Deus! Destes-me a razão, a luz da fé e, contudo, portei-me como um irracional, preterindo vossa divina graça aos vis prazeres mundanos, que se dissiparam como o fumo, deixando apenas remorsos de consciência e dívidas para com vossa justiça. Ah, Senhor, não me julgueis pelo que mereço (Sl 142, 2), mas tratai-me segundo vossa misericórdia! Iluminai-me, meu Deus; dai-me dor sobre meus pecados, e perdoai-me. Sou a ovelha tresmalhada; se não me procurardes, perdido continuarei (Sl 118, 176). Tende piedade de mim, pelo sangue precioso que por mim derramastes. Arrependo-me, meu Sumo Bem, de vos ter abandonado e de ter renunciado voluntariamente à vossa graça. Quisera morrer de dor; aumentai em mim essa contrição profunda e fazei que chegue ao céu para exaltar ali vossa infinita misericórdia... Nossa Mãe Maria, meu refúgio e minha esperança, rogai por mim a Jesus; intercedei para que me perdoe e me conceda a santa perseverança.
Segundo Afeto e Súplica

Que me resta, meu Deus, das ofensas que vos fiz, senão amarguras e penas e méritos para o inferno? Não me acabrunha a dor que sinto, antes me consola e alivia, porque é um dom de vossa graça que se une à esperança de que me quereis perdoar. O que me aflige é o muito que vos hei injuriado, meu Redentor, que tanto me amastes. Merecia então, Senhor, que me abandonásseis; em vez disso, vejo que me ofereceis o perdão e que sois o primeiro a procurar a paz. Sim, meu Jesus, desejo a paz convosco, e mais que todas as coisas, desejo a vossa graça. Arrependo-me, Bondade infinita, de vos ter ofendido e quisera morrer de pura contrição. Pelo amor que tivestes comigo, morrendo por mim na cruz, perdoai-me e acolhei-me em vosso coração; mudai o meu de tal modo que, se muito vos ofendeu no passado, mais passe a vos agradar no futuro. Renuncio, por vosso amor, a todos os prazeres que o mundo possa oferecer-me e tomo a resolução de perder antes a vida do que vossa graça. Dizei-me o que quereis que eu faça para servir- vos, pois que desejo executá-lo. Nada de prazeres, nem de honras e riquezas; só amo a vós, meu Deus, meu gozo, minha glória, meu tesouro, minha vida, meu amor e meu tudo. Socorrei-me, Senhor, para que vos seja fiel; concedei-me o dom do vosso amor e fazei de mim o que vos aprouver. Maria, Mãe e esperança nossa depois de Jesus Cristo, acolhei-me sob vossa proteção, e fazei que eu seja todo de Deus.
Terceiro Afeto e Súplica

Dai-me luz, Senhor, a fim de reconhecer minha maldade em ofender-vos e a pena eterna que por ela mereci. Sinto, meu Deus, grande dor de ter-vos ofendido, mas essa dor me consola e alivia. Se me tivésseis precipitado no inferno, como mereci, o remorso seria ali o meu maior castigo ao considerar a miséria e a vileza
das coisas que provocaram minha eterna desgraça. Agora, porém, a dor reanima, consola e me infunde esperança de alcançar perdão, que oferecestes ao que se arrepende. Meu Deus e Senhor, arrependo-me de vos ter ultrajado; aceito com alegria essa pena dulcíssima da dor de minhas culpas, e vos rogo que a aumenteis e conserveis até à morte, a fim de que não deixe de deplorar um só instante os meus pecados... Perdoai-me, meu Jesus e Redentor, que, por terdes misericórdia de mim, não a tivestes de vós mesmo, e vos condenastes a morrer de dor para livrar-me do inferno. Tende piedade de mim! Fazei, portanto, que meu coração se conserve sempre contrito e inflamado no vosso amor, pois que tanto me tendes amado e aturado com tanta paciência, a ponto de, em vez de castigar-me, me cumulardes de luz e de graça... Agradeço-vos, meu Jesus, e vos amo de todo o coração. Não sabeis desprezar a quem vos ama; peço, pois, que não aparteis de mim o vosso rosto divino. Acolhei-me na vossa graça e não permitais que torne a perdê-la... Maria, Mãe e Senhora nossa, recebei-me como vosso servo e uni-me a vosso Filho Jesus. Suplicai-lhe que me perdoe e que me conceda, juntamente com o dom do seu amor, a graça da perseverança final.
Quarto Afeto e Súplica

Soberano Senhor do céu e da terra! Bem infinito e infinita Majestade, como é que os homens podem menosprezar-vos, se tanto os tendes amado?... Entre eles, Senhor, a mim amastes particularmente, favorecendo-me com graças especialíssimas, que não concedestes a todos; e eu desprezei-as mais que os outros. A vossos pés me prostro, ó Jesus, meu Salvador! Não me repilais da vossa presença (Sl 50,13), ainda que bem o mereça por causa de minha ingratidão; mas dissestes que não sabeis desprezar um coração contrito que volta para vós (Jo 6,37). Meu Jesus, pesa-me de vos ter ofendido; e se na vida passada não vos conheci, agora vos reconheço por meu Senhor e Redentor, que morreu para salvar-me e para ser amado por mim... Quando, meu Jesus, acabará a minha ingratidão? Quando começarei a amar-vos verdadeiramente? Hoje, Senhor, tomo a resolução de amar-vos de todo o meu coração, e não amar a ninguém mais do que a vós. Ó bondade infinita, adoro-vos por todos os que vos não amam. Creio em vós, espero em vós, amo-vos e me ofereço inteiramente a vós. Assisti-me com a vossa graça... Se me favorecestes quando não vos amava nem desejava amar-vos, quanto mais deverei esperar de vossa misericórdia agora que vos amo e desejo vos amar? Dai-me, Senhor, o vosso amor... amor fervoroso, que me faça olvidar as criaturas todas; amor fortíssimo, que supere todos os obstáculos que se oponham ao que vos agrada; amor perpétuo, que não possa cessar. Tudo espero dos vossos merecimentos, ó meu Jesus, e da vossa poderosa intercessão, ó Maria, Mãe e Senhora nossa!

## Versões Católicas
Versão I, dita Tradicional

Meu Senhor Jesus Cristo,
Deus e homem verdadeiro, 
Criador, Pai e Redentor meu. 
Por ser vós quem sois 
e porque vos amo sobre todas as coisas, pesa-me de todo o meu coração 
de vos ter ofendido, 
proponho firmemente a emenda de minha vida para nunca mais pecar, 
apartar-me de todas ocasiões de ofender-vos, 
confessar-me e cumprir a penitência que me foi imposta. 
Vos ofereço, Senhor 
minha vida, obras, e trabalhos 
em satisfação de todos os meus pecados e assim como vos suplico, 
assim confio em vossa bondade e misericórdia infinitas 
que mos perdoareis pelos méritos de vosso preciosíssimo sangue, paixão e morte 
e me dareis graça para emendar-me 
e perseverar em vosso santo serviço 
até o fim de minha vida. Amém.
Versão II, variante

Senhor meu Jesus Cristo, Deus e homem verdadeiro, Criador e Redentor meu, por serdes Vós quem sois, e porque Vos amo sobre todas as coisas, pesa-me de todo o coração de Vos ter ofendido; proponho firmemente nunca mais pecar, confessar-me, cumprir a penitência que me for imposta, e afastar-me de todas as ocasiões de Vos ofender; ofereço-Vos a minha vida, obras e sofrimentos em satisfação de todos os meus pecados, e
confio na vossa bondade e misericórdia
infinitas que os perdoareis pelos merecimentos do vosso preciosíssimo Sangue, Paixão e Morte, e me dareis graça para emendar-me e perseverar em vosso santo serviço até o fim da minha vida. Amém.
Versão III, de Santo Afonso

 Senhor meu e Deus meu! Do íntimo do coração, me pesa de todos os pecados da minha vida. Pesa-me porque com eles mereci o purgatório ou o inferno; porque tenho desprezado o céu e porque tenho sido tão ingrato para convosco, o meu maior benfeitor. Pesa-me, sobretudo, porque, com os meus pecados, Vos tenho açoitado e crucificado, a Vós meu amabilíssimo Salvador. Agora, porém,
amo-Vos, meu maior benfeitor, meu pai
amabilíssimo e misericordiosíssimo Redentor; amo-Vos de todo o coração e sobre todas as coisas, e, porque Vos amo, me pesa e me arrependo de Vos ter ofendido, Deus meu, que sois infinitamente formoso, bom e digno de ser amado. Proponho firmemente emendar a minha
vida e não mais pecar. Ó meu Jesus! dai-me a vossa graça para cumpri-lo. Amém
Versão IV

Senhor meu Jesus Cristo, Deus e homem verdadeiro, Vós me criastes à vossa imagem e semelhança, Vós me remistes com infinito amor, morrendo na Cruz e me quereis levar ao Céu para me fazer eternamente feliz.
Eu, em troca, tenho-Vos ofendido tantas
vezes com meus pecados e tenho merecido
justos castigos nesta vida e na outra.
Sim, sou culpado do vosso Sangue e de
vossas feridas; tenho afligido e amargurado o vosso amantíssimo Coração de Redentor com meus pecados e minha ingratidão. Detesto esta ingratidão e, para compensá-la, amo-Vos com
mais ardente amor, sobre todas as coisas. E, porque Vos amo, pesa-me de todo o coração e sobre todas as coisas, de Vos ter ofendido, Senhor meu e Deus meu.
Perdoai-me, eu Vos peço. Quero desde
este momento emendar-me com fervor. Dai-me, Jesus misericordioso, a vossa graça para isto. Amém.
Versão V, de São Francisco Xavier

Não me move meu Deus, para querer-te,
O Céu que me tens prometido,
Nem me move o inferno, tão temido,
Para deixar por isso de ofender-te.
Tu me moves, Deus meu, move-me o ver-te
Cravado em uma cruz, escarnecido;
Move-me o ver teu Corpo tão ferido,
Movem-me tuas afrontas e tua morte;
Move-me, enfim, teu amor e de tal maneira
Que, ainda que não houvesse Céu, te amaria,
E, ainda que não houvesse inferno, te temeria.
Nada tens que dar-me porque te quero;
Porque, se não esperasse o que espero,
Te queria o mesmo que te quero.
Versão VI, de S. Marcos de Aviano

Eu, ruim e indigna criatura, me lanço a vossos pés, Deus meu, e, com o coração contrito e aflito, reconheço e confesso diante de Vós, Redentor de minha alma, que, desde o instante em que nasci até agora, tenho cometido inumeráveis negligências e pecados.
Tenho-Vos ofendido, Deus meu! Pequei,
Senhor! Porém, detesto os meus pecados e me arrependo do íntimo do coração. Por isso, prometo solenemente não mais pecar. Porém, se Vós, em vossa altíssima sabedoria, preveis que
posso novamente ofender-Vos e cair outra vez no vosso desagrado, de todo o coração Vos peço que me leveis agora desta vida, em vossa graça.
Quem dera a minha dor fosse tão grande
que o propósito de não mais Vos ofender
permanecesse sempre imutável! Porque Vos devo infinito agradecimento pela vossa divina bondade e porque mereceis que Vos ame sobre todas as coisas, arrependo-me de meus pecados, não tanto para livrar-me dos tormentos eternos que por eles mereci, nem para gozar das delícias do Céu, que tão inconsideradamente desprezei, como porque vos desagradam a Vós, Deus meu, que, por vossa bondade e infinitas perfeições, sois digno de infinito amor.
Tomara todas as criaturas vos mostrem
sem interrupção, amor, reverência e
agradecimento. Amém.
Versão VII
Ó meu bom Senhor e meu adorável Deus, como sinto profunda dor no meu peito por ter desgraçadamente vos ofendido e com isso perdido o céu e merecido o inferno. É por pura bondade vossa que ainda vejo a luz do dia, não permitais que eu morra sem a recepção dos sacramentos. Nesse momento, eu pecador, me acuso perante Vós e vos confesso meu pecado. Eu os detesto a todos com toda repulsa de minha alma, não só por temer a perda do Céu e merecer as dores do Inferno, mas acima de tudo porque estes pecados tanto vos ofendem, meu Deus, que sois todo-bom e merecedor de todo o meu amor. Decido firmemente, com a ajuda de vossa divina graça, confessar meus pecados, penitenciar-me, satisfazer vossa justiça e alterar minha vida. Amém.
Versão VIII

Senhor Jesus Cristo, 
Deus e homem verdadeiro,
Criador e Redentor meu, 
por serdes Vós Quem sois,
sumamente bom e digno 
de ser amado sobre todas as coisas, 
e porque Vos amo e estimo,
pesa-me, Senhor, 
de todo o meu coração,
de Vos ter ofendido; 
pesa-me também,
por ter perdido o céu 
e merecido o inferno,
e proponho firmemente, 
ajudado com o auxílio
da Vossa Divina Graça, 
emendar-me e nunca mais 
vos tornar a ofender,
e espero alcançar 
o perdão das minhas culpas,
pela Vossa Infinita Misericórdia.
Amém.
Versão IX

Ó meu Deus, com todo o meu coração eu me arrependo eu me arrependo de todos os meus pecados e os detesto com todas as forças, porque pecando não só mereci as penas que justamente estabelecestes em punição, mas principalmente porque Vos ofendi a Vós, Sumo Bem e digno merecedor de todo o meu amor. Por isso estou firmemente resolvido, com o auxílio de vossa divina graça, no propósito de confessar os meus pecados, não mais pecar e fugir das ocasiões próximas do pecado. Amém.
Versão X

Ó meu Jesus que morreste na cruz, para nos salvar
Eu me arrependo dos meus pecados e prometo não mais pecar. Amém

Versão XI

Meu Deus, porque sois tão bom, tenho muita pena de Vos ter ofendido. Ajudai-me a não tornar a pecar. Amém.
Versão XII

Meu Deus, porque sois infinitamente bom,
e eu Vos amo de todo o meu coração,
pesa-me ter-Vos ofendido,
e, com o auxílio da Vossa divina graça,
proponho firmemente emendar-me
e nunca mais Vos tornar a ofender.
Peço e espero o perdão das minhas culpas
pela Vossa Infinita Misericórdia.
Amém.
Versão XIII

Meu bom Jesus, crucificado por minha culpa, estou muito arrependido por ter feito pecado, pois ofendi a vós tão bom, e mereci ser castigado neste mundo e no outro; mas perdoai-me, Senhor, não quero mais pecar. Amém.

## Versão Anglicana
Poderoso e Misericordioso Pai;
Nós temos errado, e desviamos do teu caminho como ovelhas perdidas.
Temos acompanhado muito os dispositivos e os desejos de nossos corações.
Pecamos contra as tuas santas leis.
Nós deixamos de fazer as coisas que deveríamos ter feito;
E nós temos feito as coisas que não deveríamos ter feito;
E não há saúde em nós.
Mas tu, ó Senhor, tem piedade de nós, pobres pecadores.
Espere tu, ó Deus, que confessemos nossas falhas.
Restaure Tu, quem está arrependido, de acordo com tuas promessas declaradas humanidade em Cristo Jesus nosso Senhor.
E, ó Pai Misericordioso, por sua causa, Para que possamos seguir uma vida piedosa, justa e sóbria, para a glória do teu santo Nome. Amém

## Versão Luterana
Ó Todo-Poderoso Deus, Pai misericordioso,
Eu, pecador, miserável, confesso a vós todos os meus pecados e iniqüidades,
com os quais eu vos ofendi e justamente tenho merecido o seu castigo agora e para sempre.
Mas eu sinceramente me arrependo por eles e sinceramente me arrependo deles,
peço a sua infinita misericórdia,
por causa do santo, inocente,
sofredor e morto, seu amado filho, Jesus Cristo,
para ser misericordioso e compassivo para mim, um pobre pecador.